# Петц, Мартин Августович
Мартин Августович Петц — российский вокальный педагог итальянского происхождения, преподаватель в Киевском музыкальном училище и вокальной школы в Милане.

## Биография
Имел свою вокальную школу в Милане, где совершенствовались в пении многие русские певцы. Школа имела высокую репутацию профессионального учебного заведения. С 1898 до конца 1910-х годов преподавал в Киевском музыкальном училище. 
Ученики: Аксютич, А. И. Алексеев, М. И. Алешко, Антонова, О. Н. Арсеньева, Г. А. Бакланов, А. И. Бреви, М. В. Бочаров, А. Л. Вишневский, М. Годек, Н. Н. Званцев, Л. М. Клементьев, Ю. Крыжановская-Полуектова, Т. С. Любатович, А. Массальская, К. И. Михайлов-Стоян, П. С. Оленин, Ю. А. Рейдер, Е. А. Садовень, А. В. Секар-Рожанский, Н. Ульяновская, З. Шпиллер.